# Ensambladura
En carpintería, se llama ensambladura o ensamblaje a la unión y enlace de tablas y maderos unos con otros, para fabricar muebles, estructuras u otros elementos de madera. Ciertos tipos de ensambladuras emplean grapas, clavos o adhesivos, otras en cambio emplean únicamente madera.

## Tipos de ensambladuras

Unión de caja y espiga.

Unión en rayo de Júpiter.

Se distinguen los siguientes tipos de ensambladuras:
- Ensambladura a cepo. Se llama así al modo de asegurar muchas maderas agarrándolos con cepo.
- Ensambladura a cola de milano. La que se hace encajando cortada de modo que hacia su extremo se va ensanchando como la cola del milano o golondrina en una muesca o espera hecha de la misma forma en otra madera.
- Ensambladura a diente. Modo de empalmar dos maderas haciendo que en los extremos o dentellones y vacíos que cogen la mitad de su grueso a fin de que los dientes del uno encajen en los vacíos del otro.
- Ensambladura a media madera. La que se hace quitando a las dos maderas en el lugar en que se van a ensamblar la mitad de su grueso.
- Ensambladura cuadrada. La que se hace con caja y espiga o a media madera para ensamblar dos maderas a escuadra uno con otro.

## Galería
|                                             |
| Dibujo del diccionario de tecnología (1904) |

|                                            |
| Despiece de la cola de milano en una unión |